# Dutch East India Trading
Dutch East India Trading est un label indépendant basé à Rockville Centre, New York. Il a publié des œuvres d'artistes tels que Sun Dial, The Orb, The Smiths, Soul-Junk, Die Monster Die, Prong, The Cure, Robert Wyatt, A Guy Called Gerald, Bongwater, Indian Bingo, Meat Beat Manifesto, et Doom.
Le groupe Dutch East India Trading est la maison mère des autres labels Homestead Records, Giant Records et Rockville Records.

## Source
- (en) Cet article est partiellement ou en totalité issu de l’article de Wikipédia en anglais intitulé « Dutch East India Trading » (voir la liste des auteurs).